# Baccante (Cima da Conegliano)
La Baccante è un dipinto a olio su tavola (24,6x19,4 cm) di Cima da Conegliano, databile al 1505-1510 circa e conservato nel Philadelphia Museum of Art.
La tavola è un frammento laterale del fronte di un cassone, o della testata di un letto, attualmente diviso in tre parti: le altre due che completavano la composizione raffigurano le Nozze di Bacco e Arianna e Sileno e satiri.

## Descrizione
Il quadro rappresenta una figura satirica maschile (corpo umano con orecchie caprine) che trasporta sulla spalla destra una piccola botte.